# 俾斯麦级护卫舰
俾斯麦级（德語：Bismarck-Klasse）是德意志帝国海军于1870年代建造的六艘盖甲板护卫舰所使用的船级。该船级由首舰俾斯麦号、布吕歇尔号、施托施号、毛奇号、格奈森瑙号和施泰因号共同组成；它们是在1870年代初作为海军大规模造舰计划的一部分而订购，旨在担任舰队侦察舰或前往德意志帝国感兴趣的海外地区执行长期任务。这些舰只装备有十至十六门150毫米箍炮，并配备全帆装索具，以便在远洋航行中作为蒸汽机的补充；惟布吕歇尔号在完工后不久被改装成鱼雷测试和教学舰，其舰炮被各种鱼雷发射管取代。
同级的大多数成员在其服役生涯期间都曾前往海外执行过数年的巡逻任务，通常是为了通过炮舰政策意义上的力量投射来保护德国的利益，并促进德国殖民帝国从1880年代开始的扩张。1882年，毛奇号为参与国际极地年的德国探险队提供了支持。俾斯麦号则参与了1884年夺取喀麦隆殖民地的行动，并于1885－1886年间连同格奈森瑙号和施托施号被用来保护德国宣称拥有主权的维图兰地区，即后来的德属东非。此外，该级舰也曾在中美洲和南美洲担任驻地舰，尤其是在太平洋战争期间。其中一些同级舰还被编入临时性的帝国海军巡洋分舰队。
布吕歇尔号和施泰因号的整个服役生涯都是担任训练舰，最初是为了练习使用新开发的鱼雷武器，因此当时大多数德国船员都曾在这两艘舰上接受过相关培训。自大约1900年起，它们也开始承担培训海军学员和见习水兵的职责。格奈森瑙号、毛奇号和施托施号在其服役生涯后期也被用作教学舰。在此角色中，它们同样进行了远程训练巡航，主要是前往西印度群岛和地中海。俾斯麦号是第一艘除役的同级舰，于1891年被改装成一艘宿营船。格奈森瑙号在马拉加附近的一场风暴中沉没。布吕歇尔号于1907年因锅炉爆炸而严重受损，随后被出售；同年出售报废的还有施托施号。1908年，施泰因号也被改装成宿营船。一直服役到1910年的毛奇号则于1911年遭受了同样的命运，并更名为“阿刻戎号”。同级幸存的成员都在第一次世界大战结束后于1920年拆解报废。

## 设计
普法战争结束后，德意志帝国海军启动了一项总体扩张计划，即所谓的“1873年舰队计划”，以加强舰队并使其现代化，主要是为未来可能与法国重新爆发冲突做好准备。与此同时，德国在亚洲、中南美洲和太平洋等海外市场的贸易需求正不断扩大，而其他欧洲列强却开始将德国公司排除在其海外利益领域的活动之外。为了更好地保护德国的这些利益并进一步向海外投射力量，军方明确了对长途航行和海外驻留型军舰的需求。到1870年代中期，帝国海军以往常规的风帆护卫舰队已迅速老化，其中几艘已经服役了逾二十年。因此，海军司令部决定建造现代化的蒸汽护卫舰用于侦察目的和海外巡逻。蒸汽动力在航运方面的技术革新一经面世，便迅速取代了当代海军铁甲舰中的风帆。但确保德国经济利益所必需的海外长途巡航要求比铁甲舰大得多的行动半径，而蒸汽机当时还不够可靠和高效，无法单独依赖它们。因此，对于预期的任务，德国海军领导层认为保留传统的风帆索具是必要的。
作为舰队现代化计划的一部分，海军于1870年代初订购了六艘俾斯麦级护卫舰。其设计方案是在1873年到1875年之间定稿，它们与之前的莱比锡级类似，但俾斯麦级的尺寸略小。

### 整体特征
俾斯麦级各舰的尺寸不尽相同，其中俾斯麦号与布吕歇尔号的水线长和全长分别为72.2米和82.5米，有13.7米的舷宽以及5.68米的前吃水和6.18米的后吃水；两者的标准排水量分别为2,856吨和2,756吨，满载时则分别可达3,386吨和2,890吨。后四艘舰略小，水线长和全长分别为72.18米和82米，舷宽相同，有5.2米的前吃水和6.3米的后吃水，标准和满载排水量也分别减至2,756吨和2,994吨。它们的舰体是采用横向铁框架和一层外表镀锌的铜套木板构造，以避免在海外长时间巡航时受到生物淤积的侵害，因为在所到之处均进入船厂接受保养并不现实。为了保护轮机舱，这些舰只还在其下方配备了双层船底。
每舰的标准船员编制为18名军官和386名水兵组成，但这在它们后来被用作训练舰的服役生涯时发生了很大的变化。训练舰任务的标准编制是20名军官和449名水兵，其中50名是海军学员、210名是见习水兵，惟格奈森瑙号通常配备17名军官和443名水兵，其中包括20名海军学员和220名见习水兵。布吕歇尔号的整个服役生涯都是担任鱼雷训练舰，其船员人数在14到34名军官和287到494名水手之间变化。每艘同级舰都可携带一些小型舰载艇，包括一艘哨艇、两艘（后来是六艘）独桅纵帆船、两艘高低桅帆船以及两艘小舢板。而布吕歇尔号则有六艘哨艇、两艘机动艇、一艘大舢板、两艘高低桅帆船和两艘小舢板，后者后来被移除。

### 推进装置

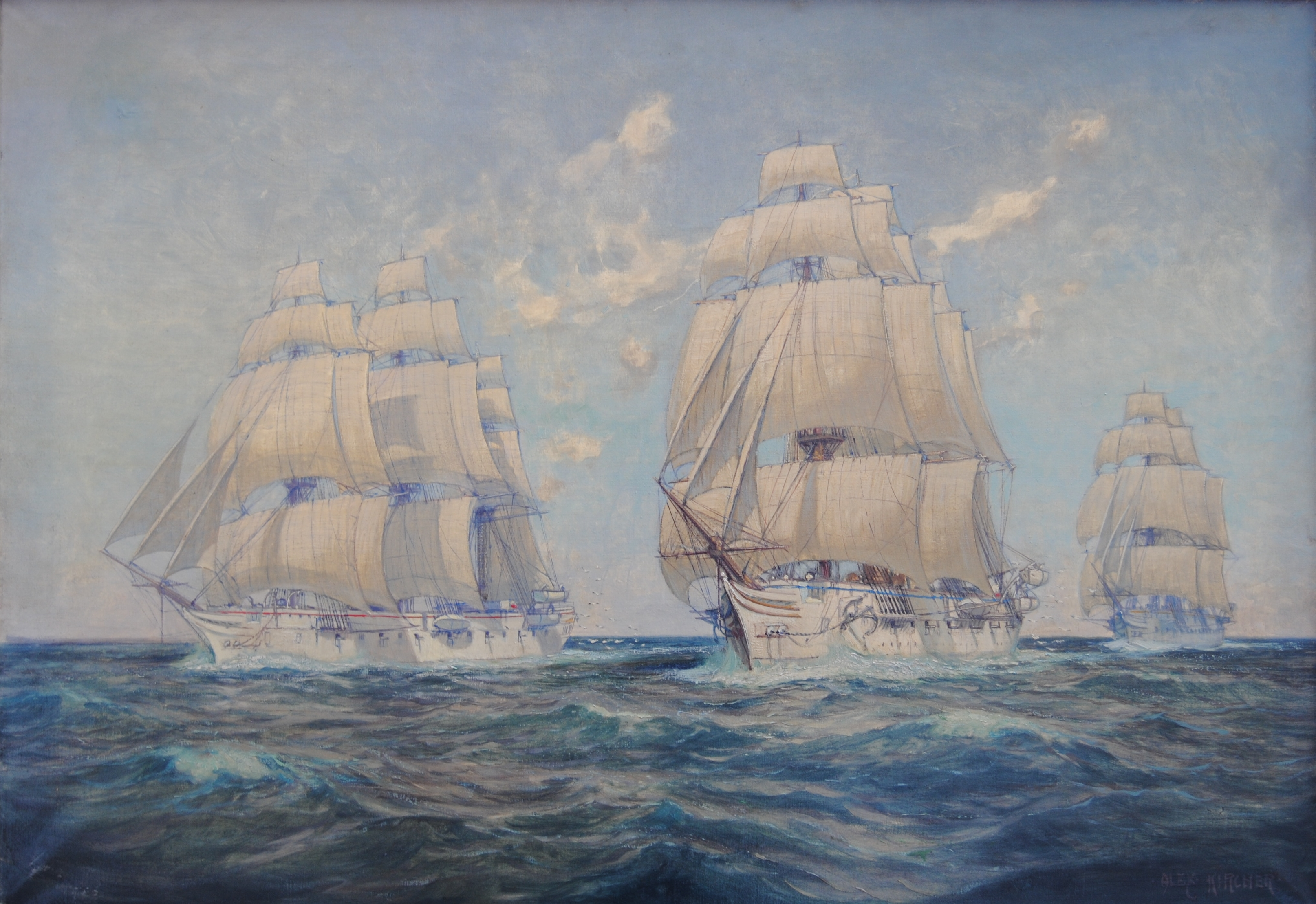
展现了扬帆姿态的施托施号、施泰因号和格奈森瑙号

俾斯麦级护卫舰由一台卧式三缸单胀往复式蒸汽机提供动力，用以驱动一副直径为5.2米的双叶螺旋桨（布吕歇尔号为4.6米三叶螺旋桨）。所需蒸汽是由四座燃煤卧式箱型火管锅炉提供，并通过管道引入一具可伸缩的烟囱内。这些舰只的主机额定功率为2,334至2,989匹公制馬力（1,717至2,198千瓦特），最高航速从12.5至13.9節（23.2至25.7每小時）不等。它们的燃煤装载量介乎于270至326吨，使之能够以9節（17每小時）的速度的巡航2,480海里（4,590），或以10節（19每小時）的速度的航行1,940海里（3,590）。
竣工时，俾斯麦级舰只各配备有一套总帆面积为2,210平方米的全帆装索具，作为在长途航行期间对蒸汽机的辅助动力。但它们在后来有所裁减，布吕歇尔号甚至将索具完全拆除。这些舰只都是良好的船具，但即便是在中等风压下也会发生显著的偏航，且难以操纵。它们在迎浪状态下的速度损失相当明显，而在使用风帆航行时的表现亦相当勉强。

### 武器装备
俾斯麦级舰只装备有一系列150毫米口径22倍径后装式箍炮，其中俾斯麦号的安装数量为十六门、施托施号和毛奇号有十门、施泰因号为十二门、格奈森瑙号有十四门，而布吕歇尔号在改装为训练舰之前也曾短暂地携带了十六门作为主炮。俾斯麦号为此共可配备1660发弹药，其余同级舰的弹药分配情况则已不可考。此外，每艘同级舰还装备有两门88毫米30倍径速射炮和六门哈乞开斯37毫米转膛炮作为副炮。
布吕歇尔号在被改装为鱼雷训练舰之后曾配备了多种类型的鱼雷发射管，数量从四到七具不等。它们的管长为350毫米，被分别放置在舰体水线上方和下方的不同位置。俾斯麦号也在舰艏的水线上方安装有两具350毫米鱼雷发射管。其余同级舰则不设此类武器。

## 同级舰
| 舰名       | 出处                               | 造船厂           | 动工       | 下水           | 竣工           |
| ---------- | ---------------------------------- | ---------------- | ---------- | -------------- | -------------- |
| 俾斯麦号   | 奥托·冯·俾斯麦                     | 基尔北德意志船厂 | 1875年11月 | 1877年7月25日  | 1878年8月27日  |
| 布吕歇尔号 | 格布哈德·莱贝雷希特·冯·布吕歇尔    | 基尔北德意志船厂 | 1876年3月  | 1877年9月20日  | 1878年12月21日 |
| 施托施号   | 阿尔布雷希特·冯·施托施             | 斯德丁伏尔铿船厂 | 1875年11月 | 1877年10月8日  | 1878年3月10日  |
| 毛奇号     | 赫尔穆特·卡尔·贝恩哈特·冯·毛奇     | 但泽帝国船厂     | 1875年7月  | 1877年10月18日 | 1878年4月16日  |
| 格奈森瑙号 | 奥古斯特·奈德哈特·冯·格奈森瑙      | 但泽帝国船厂     | 1877年6月  | 1879年9月4日   | 1880年10月3日  |
| 施泰因号   | 海因里希·弗里德里希·卡尔·冯·施泰因 | 斯德丁伏尔铿船厂 | 1878年     | 1879年9月14日  | 1880年10月3日  |

## 服役历史

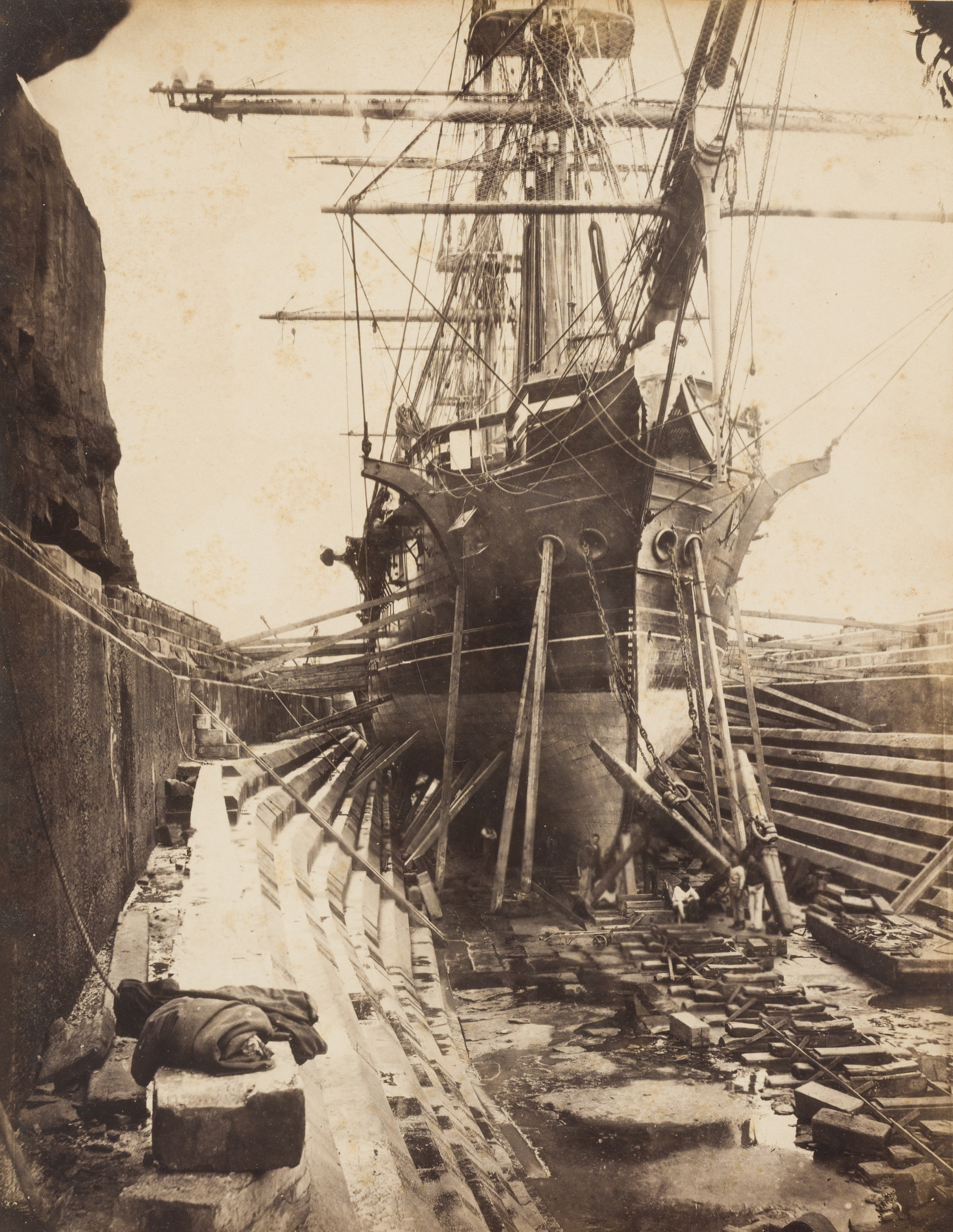
俾斯麦号在悉尼的旱坞

### 俾斯麦号
俾斯麦号进行过两次主要的海外巡航，第一次是在1878年底到1880年底，该舰到访了南美洲港口，并在中太平洋巡逻，当时德国在那里有经济利益，但没有正式的殖民地。在这次航行中，其舰长与社会群岛的统治者签订了友好条约，并在被召回德国之前干涉了萨摩亚内政。返航途中的风暴破坏迫使俾斯麦号在澳大利亚寻求维修，从那里它被转移到南美水域，在智利、秘鲁与玻利维亚之间爆发的太平洋战争期间负责保护德国在该地区的利益。回到德国后，该舰进行了大修，并换装了新的舰炮。
1883年，俾斯麦号获重新启用，当时德国准备争夺非洲领地。第二次海外部署从1884年持续到1888年；在此期间，德国开始攫取非洲和太平洋的殖民地；该舰密切参与了1884年对喀麦隆的收购，派遣部队上岸镇压反对德国在该国经济活动的叛乱。它还参与了1885年和1886年德属东非边界的划定，以及1887年德国对萨摩亚内战的干预。在整个海外之旅中，俾斯麦号一直担任爱德华·冯·克诺尔及其继任者卡尔·爱德华·霍伊斯纳麾下的德国海外巡洋分舰队的旗舰。
1888年返回德国后，俾斯麦号于1891年退役，并从海军名录中除籍，历史学家汉斯·希尔德布兰德、阿尔贝特·勒尔和汉斯-奥托·施泰因梅茨认为这是对该舰得名者奥托·冯·俾斯麦的故意侮辱，因德皇威廉二世当时与他存在重大的个人分歧。此后，俾斯麦号一直充当宿营船，直至1920年拆解报废。

### 布吕歇尔号

布吕歇尔号偕鱼雷艇在巨浪中

布吕歇尔号在整个服役生涯中一直留在德国水域担任鱼雷测试和教学舰。这个角色集中在两项主要职责上，即培训船员操作鱼雷和开发这项武器的战术运用。为了完成这些任务，该舰对其原本的配置进行了大量的修改，移除了大部分的舰炮，以满足布设各类鱼雷武器。从19世纪80年代到20世纪初，德国舰队的大多数军官和水兵都曾在布吕歇尔号舰上接受过鱼雷训练。至1890年代初，德国的鱼雷艇部队已经扩大到该舰无法同时兼任两项职责的地步，因此制定战术的任务便被移交至闪电号通报舰。布吕歇尔号最初驻扎在波罗的海军港基尔，受阿尔弗雷德·冯·提尔皮茨指挥，他当时主张使用小型、廉价的鱼雷艇来保卫德国，而不是其后来支持的昂贵战列舰。
1900年代初，布吕歇尔号被转移至建有鱼雷站的弗伦斯堡-米尔维克基地，与协助其教学任务的老式铁甲舰符腾堡号会合。到1906年，布吕歇尔号的舰况已经严重恶化，只能沦为一艘固定式教学舰。1907年，该舰因发生锅炉爆炸而严重受损，并造成30人死亡，尽管事故发生时大部分船员都在岸上。由于军方认为它过于破旧，不值得维修，遂将布吕歇尔号转售予一家荷兰公司，在西班牙的维戈充当贮煤废船，其最终的结局已无从考究。

### 施托施号

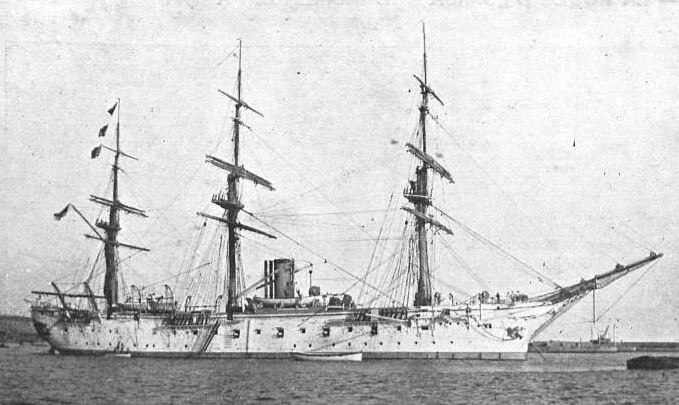
施托施号在加泰罗尼亚

施托施号曾于1881年到1885年间开展过一次主要的海外巡航，先是作为东亚分舰队的旗舰，后来又相继出任东非和西非分舰队的旗舰。这次部署的大部分时间都是在东亚海域度过的，它在那里参与调解围绕德国在太平洋不断扩张的殖民帝国的争端，并确保与外国政府达成贸易协定。1885年初，该舰被调往东非分舰队，同样在阵中担任旗舰。在东非水域，分舰队司令、海军上校卡尔·帕申将施托施号带到桑给巴尔，在那里他与桑给巴尔苏丹谈判达成和解，为德属东非的建立铺平了道路。施托施号的东非役期只持续了六个月，之后又被短暂地调到了西非分舰队。该编制的存在被证明是不必要的，因此所属舰只于1885年12月被召回德国，分舰队亦就地解散。
从1886年初开始，施托施号进行了大规模的现代化改造，为其担任海军学员和见习水兵的教学舰做准备。该舰于1888年到1907年都是以这种身份服役服役，在此期间，其活动主要包括参与舰队的训练演习和海外训练巡航。相关巡航大多是去往西印度群岛和地中海，但它也曾访问南美和西非。施托施号还经常到外国港口宣示主权，并参与解决涉及外国政府的争端，包括1895年两名德国公民在摩洛哥遇害一案，以及在1902－1903年委内瑞拉危机期间的争端。当1907年4月退役后，它曾一度在基尔充当废船，继而于同年10月作废品出售。

### 毛奇号

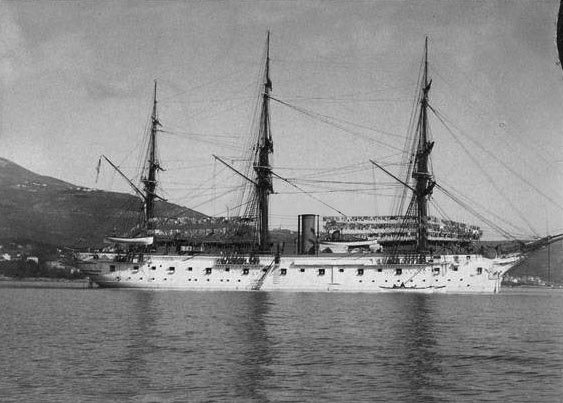
毛奇号在阿巴齐亚

毛奇号是同级第一艘铺设龙骨的成员，但不同于其大多数姊妹舰，毛奇号是在政府船厂建造的，在当时的建造速度通常会比私营船厂慢得多，因此它的完工时间要晚得多。该舰于1881年至1883年间在南美洲进行了一次主要的海外部署。1881年下半年，毛奇号在太平洋战争期间到访了几个南美国家的港口，以保护德国的利益不受冲突中内乱的影响。它还搭载了参与国际极地年的德国探险队前往南乔治亚岛；为了纪念该舰，其在皇家湾靠岸的地点被命名为“毛奇湾”。1882年，毛奇号回到南美洲西岸，继续它在该地区的部署，直到1883年中期被召回德国。
1885年返回德国后，毛奇号成为海军学员和见习水兵的教学舰。从1885年至1908年期间，该舰主要用于舰队的训练演习和海外训练巡航；同施托施号一样，毛奇号在旅程中经常会宣示主权和顺带保护德国的利益。相关巡航大多去往西印度群岛和地中海，但该舰也曾北抵冰岛，南达阿根廷。它于1910年10月从海军名录中除籍，被改装成一艘宿营船，供基尔的U艇学校使用。1911年10月，毛奇号被重新命名为“阿刻戎号”（Acheron），至1920年才被售予拆船商，继而拆解报废。

### 格奈森瑙号

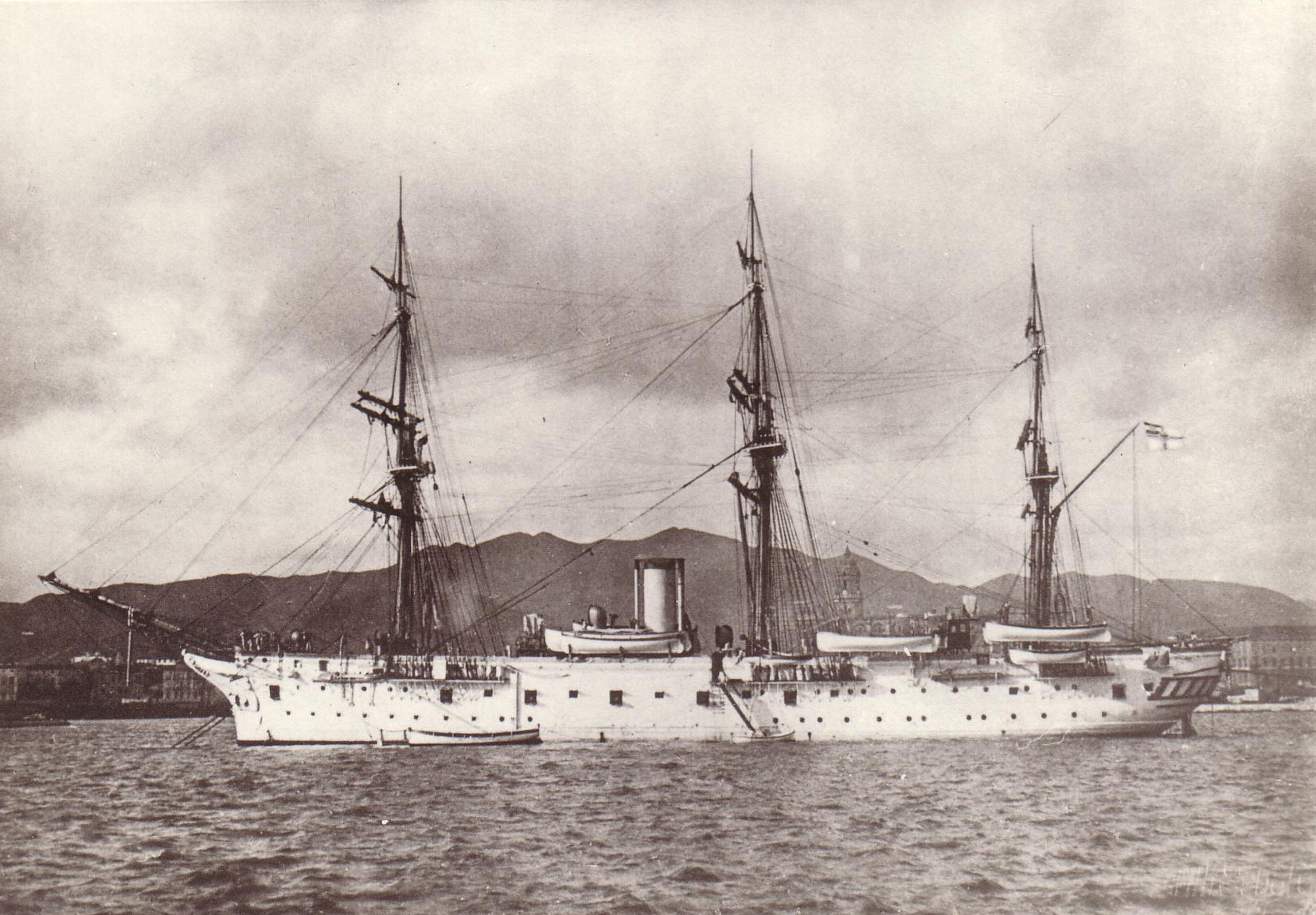
格奈森瑙号舰姿

在服役生涯的头十年里，格奈森瑙号曾两度被派往海外。第一次是在1882年，其任务是在乌拉比起义期间保护在埃及的德国公民，不过当它到达时，英国军队已经基本上击退了叛乱分子，使格奈森瑙号无需在冲突中采取行动便可回国。第二次时间更长的部署是在两年后，从1884年持续到1886年。随着德国加入了瓜分非洲的行列，这次巡航主要集中在东非，即德国设想的殖民地区。格奈森瑙号参与了1885年德属东非的建立，特别是作为展示武力的一份子，以说服桑给巴尔苏丹放弃反对德国在维图兰建立保护国。1886年，它还简要巡视了德国在太平洋的利益地区。
1887年，格奈森瑙号开始作为教学舰服役，并以此角色任职了十多年。在此期间，它通常被用于训练巡航以及单舰、分舰队和舰队训练。长途航行主要在西印度群岛和地中海之间交替进行。在1895年的舰队演习中，该舰意外地与一艘丹麦纵帆船相撞，导致后者沉没，大部分船员遇难。1900年12月16日，在一次训练巡航期间，格奈森瑙号锚泊在马拉加外围进行炮术训练。一场强烈的风暴让船员们猝不及防，由于舰长和轮机舱人员之间的沟通出现问题，舰只起锚并试图继续航行。随着无法在锅炉中获得足够的蒸汽，它不久便被强风吹向了石堤并倾覆。其大多数船员幸免于难，但仍有41名官兵在沉没中丧生，其中包括时任指挥官、海军上校卡尔·克雷奇曼（Karl Kretschmann）。经检查证实该舰的残骸无法打捞，所以在事故发生后不久，它便作废品出售，并原地拆除。

### 施泰因号

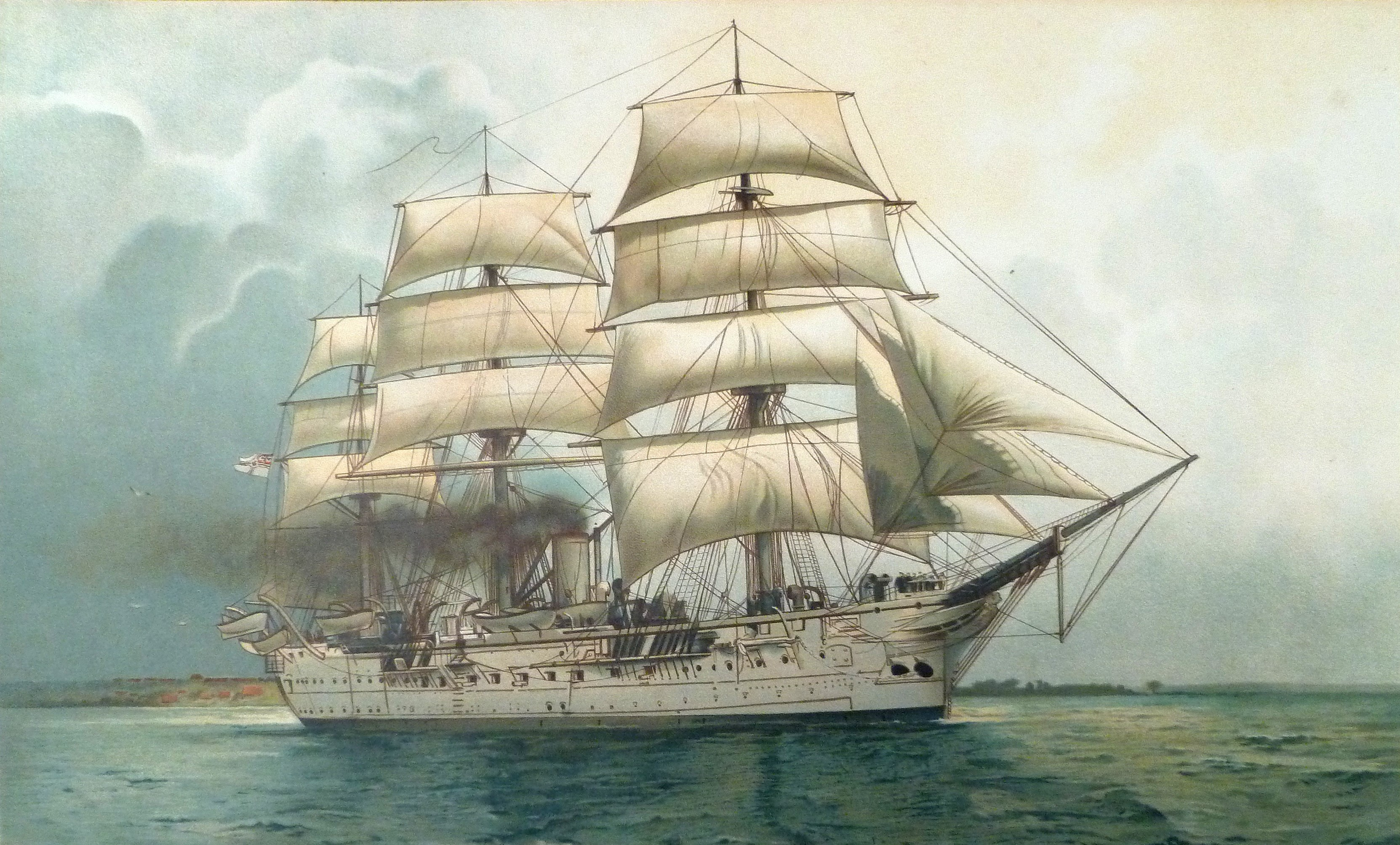
担当训练舰的施泰因号

施泰因号几乎在其整个服役生涯中都是担任训练舰。因此，它的役期较大多数姊妹舰都要有限：除了布吕歇尔号外，其他所有俾斯麦级成员都至少接受过一次海外部署。施泰因号唯一的一次非训练任务是在入役初期，于1883－1884年为其姊妹舰施托施号运送轮替船员到中国水域。在其余时间里，它都用于培训海军学员和见习水兵，并参加分舰队和舰队的训练演习。该舰的训练任务经常涉及海外长途巡航，通常是去往地中海、西印度群岛或南美洲。在这类航行中，施泰因号即其它训练舰访问了外国港口，并对涉及海外德国公民的问题作出反应。该舰从1885年到1908年一直担任该职责；在此期间，它曾于1888年进行了现代化改造，成为一艘专门的训练舰。施泰因号还经常担任训练分舰队的旗舰。1908年，该舰正式从海军名录中除籍并被改装成一艘宿营船。它在第一次世界大战期间继续以这种有限的能力继续运用，直到1920年拆解报废。